# Овчаренко Порфирій Макарович
Порфи́рій Мака́рович Овчаре́нко (21 листопада 1902 — 1 листопада 1982, місто Київ) — радянський діяч, голова Комітету у справах культурно-освітніх установ при Раді міністрів УРСР, декан історичного факультету Київського державного університету імені Тараса Шевченка. Кандидат історичних наук (1955), доцент.

## Життєпис
Член ВКП(б) з 1927 року. Освіта вища.
З 1941 року — в Червоній армії. Учасник німецько-радянської війни. Брав участь в обороні Києва 1941 року, служив у винищувальному батальйоні.
У березні 1947 — 19 квітня 1950 роках — голова Комітету у справах культурно-освітніх установ при Раді міністрів УРСР.
У 1950—1952 роках — декан факультету міжнародних відносин Київського державного університету імені Тараса Шевченка.
У 1955 році захистив кандидатську дисертацію «Більшовицьке підпілля в Києві в 1941—1944 роках».
У 1955—1973 роках — декан історичного факультету Київського державного університету імені Тараса Шевченка.
З 1973 року — персональний пенсіонер у Києві.
1 листопада 1982 року заподіяв собі смерть (застрелився з мисливської рушниці).

## Нагороди
- орден Трудового Червоного Прапора (23.01.1948);
- медалі;
- Заслужений працівник вищої школи УРСР.
- Почесна грамота Президії Верховної Ради УРСР (за підготовку кадрів в Київському університеті) (1959)